# Vương Dã Bình
Vương Dã Bình (tiếng Trung: 王冶坪; bính âm: Wáng Yěpíng, sinh ngày 12 tháng 2 năm 1928) là vợ của Giang Trạch Dân, nguyên Tổng Bí thư Đảng Cộng sản Trung Quốc (nhà lãnh đạo quốc gia tối cao) và Chủ tịch nước Cộng hòa Nhân dân Trung Hoa (nguyên thủ quốc gia), và là người quê ở Dương Châu, tỉnh Giang Tô.

## Tiểu sử
Vương Dã Bình sinh ngày 12 tháng 2 năm 1928 tại Dương Châu và lớn lên ở Thượng Hải. Bà tốt nghiệp Học viện Ngoại ngữ Thượng Hải với chuyên ngành ngoại ngữ.

## Gia đình
Giang Trạch Dân và Vương Dã Bình có hai con trai, Giang Miên Hằng sinh năm 1951 và Giang Miên Khang sinh năm 1956.